# Luehdorfia chinensis
Luehdorfia chinensis је врста инсекта из реда лептира (лат. Lepidoptera) и породице једрилаца (лат. Papilionidae).

## Распрострањење
Кина је једино познато природно станиште врсте.

## Станиште
Врста Luehdorfia chinensis има станиште на копну.

## Угроженост
Подаци о распрострањености ове врсте су недовољни.